# Kościół Świętej Trójcy i św. Filipa Neri w Carmagnoli
Kościół Świętej Trójcy i św. Filipa Neri w Carmagnoli (wł. Chiesa della Santissima Trinità e di San Filippo Neri) – barokowy rzymskokatolicki kościół zlokalizowany w centrum miasta Carmagnola we Włoszech (Piemont), przy Piazza Alessandro Manzoni, należący do archidiecezji turyńskiej.

## Historia

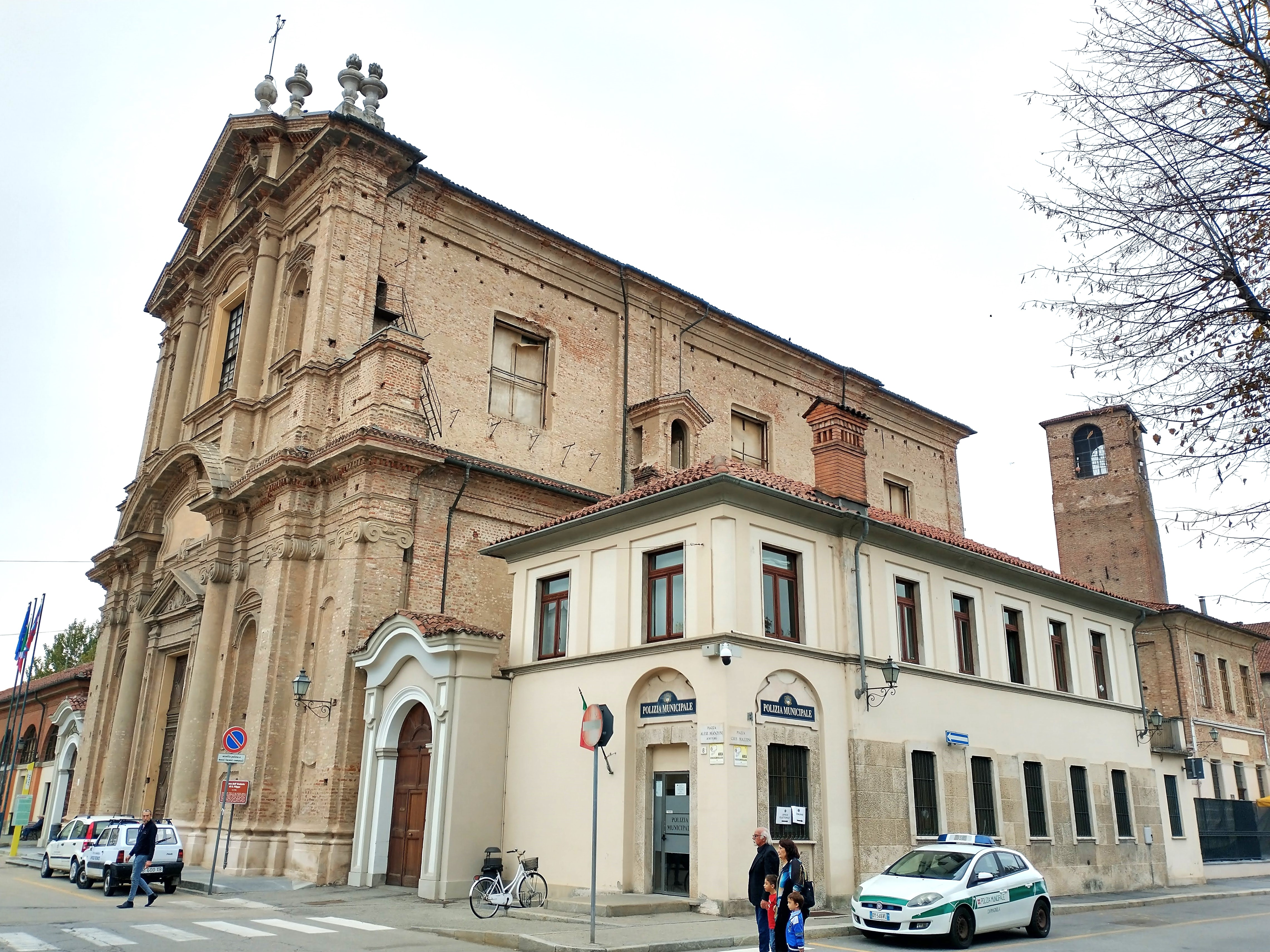
Fasada wschodnia

Świątynia została wzniesiona przez filipinów na miejscu znacznie starszego zamku. Budowę realizowano w latach 1715-1739 (1745) wykorzystując materiały budowlane z rozbieranych fortyfikacji. Konsekracja nastąpiła w 1745, a dokonał jej Giuseppe Filippo Porporato, biskup Saluzzo. Autorem projektu był być może Francesco Gallo. 
Zespół kościelny został definitywnie opuszczony przez filipinów w 1863 i zakupiony przez gminę, która była zainteresowana zaadaptowaniem go na potrzeby szkół publicznych. 

## Architektura
Kościół jest jednonawowy, zbudowany na planie prostokąta, z czterema kaplicami. Barokowa fasada jest dwukondygnacyjna, wykończona terakotą i zwieńczona frontonem. 
Wnętrze charakteryzuje się przepychem dekoracji, różnorodnością materiałów i technik zdobniczych. Ołtarz główny zdobi duże płótno przedstawiające Trójcę Świętą, będące dziełem ojca Filippina Ignazio Fassiny, któremu przypisuje się również freski na części sklepienia. Cenne są elementy drewniane, m.in. bogato inkrustowana ambona (lewa nawa) oraz chór organowy nad portalem wejściowym. 